# Штейгеры
Штейгеры (нем. von Steiger) — баронский род.
Потомство члена совета кантона Берн, Христофора фон Штейгер (de:Christoph von Steiger; 1651—1731), возведенного в баронское достоинство королевства Прусского грамотой короля Фридриха-Вильгельма I в 1714 г.
Высочайше утвержденным, 25 января 1893 года, мнением Государственного Совета сыновьям действительного статского советника Эдуарда фон Штейгера, титулярному советнику Анатолию, Эдуарду и корнетам Николаю и Сергею фон Штейгер дозволено, с потомством их, пользоваться в России их родовым баронским титулом.
- Штейгер, Анатолий Сергеевич (1907—1944) — русский поэт. Сын барона С. Э. Штейгера.